# Márton aragóniai király
I. Márton (Girona, Katalónia, 1356 – Barcelona, 1410. május 31.) vagy más néven Idős/Idősebb Márton vagy Emberséges Márton (Martin), katalánul: Martí l'Humà, olaszul: Martino il Vecchio vagy Martino l'Umanista, spanyolul: Martín el Humano, szárdul: Martine I de Aragona. 1396-tól Aragónia, Valencia, Mallorca, Szardínia királya, Barcelona grófja, 1409-től II. Márton néven Szicília királya. A Barcelonai-ház utolsó királya. Eugénia francia császárné (1826–1920) Idős Márton 15. (generációs) leszármazottja annak házasságon kívül született unokája, Aragóniai Jolán révén. I. (Pfalzi) Rupert (1352–1410) német király elsőfokú unokatestvére.

## Élete

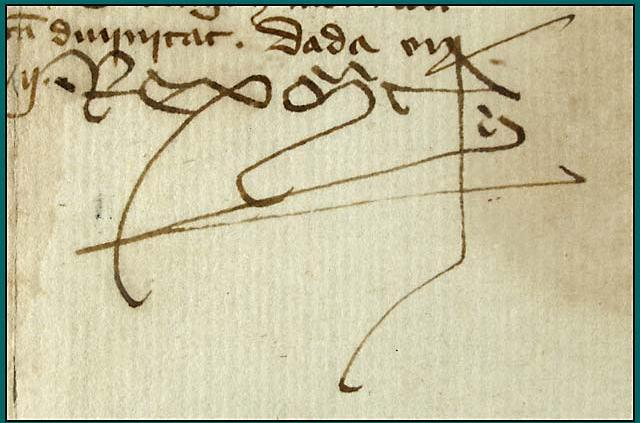
Idős Márton király aláírása

IV. (Szertartásos) Péter aragón király és Aragóniai Eleonóra szicíliai királyi hercegnő másodszülött fia. Másodszülöttként normális körülmények között nem volt sok reménye a trónra kerülésre, és kezdetben nem is sikerültek a királyi cím megszerzésére tett kísérletek sem. Apja 1378-ban névlegesen Szicília királyává nevezte ki anyai unokája, I. Mária szicíliai királynő ellenében, akinek az édesanyja, Aragóniai Konstancia szicíliai királyné IV. Péter elsőszülött gyermeke, és így Idős Márton mostohanénje volt, de a törvényes római pápa, VI. Orbán Mária királynő mellé állt. A királyi cím helyett a királynő apósa és Szicília kormányzója lett 1392-ben, miután egyetlen, nagykorúságot megért fia, Ifjú Márton feleségül vette a szicíliai királynőt. 1396-ban bátyja, I. János halála után távollétében őt kiáltották ki Aragónia királyává. Aragóniába visszatéréséig felesége, Luna Mária aragón királyné, Lope lunai gróf és Brianda d'Agoult lánya látta el a régensi teendőket férje nevében. 1397-ben hajózott vissza Szicíliából Aragóniába, és foglalta el a trónját. 1399. április 13-án koronázták aragón királlyá Zaragozában. 1406-ban meghalt a felesége, Mária királyné, 1409-ben pedig egyetlen nagykorúságot megért fia, Ifjú Márton is elhunyt törvényes utódok hátrahagyása nélkül. A rendezetlen trónöröklés okán a családi tragédiáktól egészségileg is összeroppant királyt tanácsadói újabb házasság megkötésére vették rá, hogy egy törvényes trónörökös születésével elejét vegyék egy esetleges örökösödési háborúnak. A király házasságon kívül született unokáját, Aragóniai Frigyest szerette volna örököséül jelölni, ezért törvényesíttette, de csak a száli törvény megkerülésével vagy eltörlésével lehetett volna ezt megvalósítani, viszont Márton király korai halála megakadályozta ennek a tervnek a végrehajtását. Aragóniai Margittal, aki a Barcelonai-ház Prades grófi ágából származott, 1409. szeptember 17-én megkötött házasságából nem született gyermeke, így 1410. május 31-én bekövetkezett halálakor a trónöröklést rendezetlenül hagyta. Ezután öt trónkövetelő jelentkezett az aragón trónra, köztük az unokája is, de végül kétéves ádáz küzdelem után a caspei megegyezés értelmében spanyol unokaöccse, a kasztíliai régens, Ferdinánd infáns foglalta el az aragón trónt, és ezzel véget ért a katalán eredetű Barcelonai-ház uralma Aragóniában, és a katalánokkal szemben a spanyolok kerültek túlsúlyba Aragónia kormányzásában, amely előrevetítette a két királyság perszonálunióját, majd teljes egyesülését.
A házasságon kívül született unokáját, Frigyest bár törvényesítették, nem  sikerült utódául jelölnie sem a fiának, Ifjú Mártonnak, akit apja túlélt, sem neki, így Idős Márton is úgy halt meg, hogy az utódlás kérdését nyitva és megoldatlanul hagyta. Fiúunokája révén nem maradtak utódai, viszont lányunokája, Jolán révén számos leszármazottja maradt, akik viszont nem vitték tovább az Aragón Korona országainak és Szicíliának a királyi címeit. Utódai között szerepel Eugénia francia császárné (1826–1920), aki Idős Márton 15. (generációs) leszármazottja.
Ó az egyetlen olyan ismert személyiség, aki (a beszámolók szerint) a nevetésbe halt bele.

## Gyermekei
- 1. feleségétől, I. (Nagy) Mária (1353–1406) lunai grófnőtől, 4 gyermek:
  - Márton (1374/75/76–1409) aragón infáns, 1392-től I. Márton néven szicíliai király a feleségével, 1401-től egyedül, 1396-tól aragón trónörökös, 1. felesége I. Mária (1363–1401) szicíliai királynő, 1 fiú, 2. felesége Évreux-i Blanka navarrai infánsnő (1387–1441), 1425-től I. Blanka néven Navarra királynője, 1 fiú+2 természetes (fattyú), de törvényesített gyermek:
    - (1. házasságából): Péter (1398. november 17. – 1400. augusztus 16./november 8.) szicíliai és aragón királyi herceg és szicíliai trónörökös
    - (2. házasságából): Márton (1406. december 17./19. – 1407. augusztus) szicíliai és aragón királyi herceg és szicíliai trónörökös
    - (Agatuccia Pesce úrnővel folytatott viszonyból): Jolán (–1428 /körül/), 1. férje Enrique de Guzmán (1371–1436), Niebla grófja, Sanlúcar de Barrameda ura, II. Henrik kasztíliai király unokája egy házasságon kívül született lányától, Kasztíliai Beatrixtól, eltaszítva, gyermekei nem születtek, 2. férje Martín Fernández de Guzmán, Alvár Pérez de Guzmánnak, Orgaz 6. urának a fia, 3 leány, többek között:
      - (2. házasságából): Katalin (Catalina de Aragón y Guzmán) (1425 körül–?), la Torre de Hortaleza úrnője, férje Juan del Castillo Portocarrero (1425 körül–?), Santa María del Campo és Santiago de la Torre ura, 2 gyermek:
        - Bernardino del Castillo Portocarrero, Santa María del Campo és Santiago de la Torre ura (voltak utódai)
        - Luisa de Aragón y del Castillo (1450 körül–?), férje Juan Ramírez de Guzmán y Mendoza, Castañar ura, 1 leány:
          - Catalina de Aragón y Guzmán, férje Francisco de Guzmán, 1 fiú:
            - Lope de Guzmán y Aragón, felesége Leonor Enríquez de Guzmán, 2 leány, többek között:
              - María de Guzmán y Aragón, férje Alonso de Luzón, 2 leány, többek között:
                - María de Aragón, Castañeda 2. őrgrófnője, férje Sancho de Monroy, 1 leány:
                  - María Leonor de Monroy, Castañeda 3. őrgrófnője, férje José Funes de Villalpando (–1684), Osera őrgrófja, 1 leány:
                    - María Regalada de Villalpando, Osera 4. őrgrófnője, 1. férje Diego Gómez de Sandoval de la Cerda (1631 körül–1668), Lerma 5. hercege, gyermekei nem születtek, 2. férje Cristóbal Portocarrero de Guzmán Enríquez de Luna (1638–?), Montijo 4. grófja, 2 fiú, többek között:
                      - (2. házasságából): Cristóbal Portocarrero (1693–1763), Montijo 5. grófja, felesége María Dominga Fernández de Córdoba, Teba 12. grófnője, 1 fiú:
                        - Cristóbal Portocarrero (1728–1757), Montijo 6. grófja, felesége María Josefa López de Zúñiga (1733–?), 1 leány:
                          - Mária Francisca Portocarrero (1754–1808), Montijo 7. grófnője, férje Felipe Antonio de Palafox (1739–1790), 7 gyermek, többek között:
                            - Cipriano de Palafox (1784–1839), Montijo grófja, felesége María Manuela Kirkpatrick (1794–1879), 2 leány, többek között:
                              - Eugénia francia császárné (1826–1920)

    - (Tarsia Rizzari úrnővel folytatott viszonyból): Frigyes (1400/03 – 1438. május 29.), a Luna Grófságot apjától örökli meg, Xèrica (Jérica) grófja, Sogorb (Segorbe) ura, aragón és szicíliai trónkövetelő az 1410-től 1412-ig tartó aragóniai örökösödési háborúban, az öt jelölt egyike, felesége Violant Lluïsa de Mur (–1467), Acardo Pere de Murnak, Albi bárójának a lánya, aki Cagliari és Gallura kormányzója volt Szardíniában, Ponç de Perellós özvegye,[7] 1 fiú

  - Jakab (1378–fiatalon)
  - János (1380–fiatalon)
  - Margit (1384–fiatalon)
- 2. feleségétől, Prades Margit (1387/88–1429) aragón infánsnőtől, nem születtek gyermekei